# Batalla de Gindaros
La batalla de Gindaros (también llamada batalla del Monte Gindaros o batalla de Cirréstica) tuvo lugar en el año 38 a. C. entre los ejércitos de la República romana, dirigidos por Publio Ventidio Baso, y los del Imperio parto, capitaneados por el príncipe heredero, Pacoro I, siendo este último muerto durante la batalla.

## Antecedentes

### Debilidad romana
Después de la batalla de Filipos, en el 41 a. C., el triunviro Marco Antonio puso como cuestores (gobernadores) a Lucio Munacio Planco en Asia y a Lucio Decidio Saxa en Siria para después dirigirse a Egipto. La paz parecía restablecida en al República romana, por lo que Antonio se dedicó a una vida de placeres menoscabando su posición política.
Entre tanto, el romano renegado, Quinto Labieno, hijo de Tito Labieno, que había sido enviado por Marco Junio Bruto y Cayo Casio Longino a la corte del rey parto Orodes II para negociar su apoyo (en representación de los autodenominados Libertadores) pero fue retenido por el monarca, que esperaba lo que sucediera, después de saber de la derrota y muerte de los Libertadores, prefirió permanecer con los partos sabedor que moriría si volvía a territorio romano. Sabedor que Antonio estaba en Egipto y Cayo Julio César Octaviano combatía a Sexto Pompeyo en Sicilia, convenció al rey de invadir Siria. No hubo dificultad pues los partos miraban en menos a los romanos desde Carras y estaban felices de sus guerras civiles.  El mando lo compartiría con el príncipe Pacoro I.
Después de haber apoyado a los Libertadores, llegando a enviar tropas a Filipos, era obvio para los arsácidas que los triunviros buscarían vengarse tarde o temprano cuando fueran fuertes. Desde que el sueño de Publio Licinio Craso de conquistar Partia se derrumbó en Carras, la República tenía un enemigo deseoso de venganza en el Oriente y a la vez el mejor organizado de los estados vecinos. Sin embargo, su conquista seguía significando elevarse al nivel de Alejandro Magno, lo que había tentado tanto a Craso como a Aulo Gabinio a intentarlo, y después del desastre de Carras también significaba vengar la reputación militar de Roma. Por ello Cayo Julio César lo había planeado (después de realizar su campaña contra los dacios) y más tarde Antonio se vería como el heredero de sus planes de conquista. El triunviro había sido asignado por César a Macedonia (mientras que Siria quedó a cargo de Publio Cornelio Dolabela) así que debió conocer de primera mano los planes y si no hubiera ocurrido el magnicidio habría luchado en el Danubio.

### Partos invaden Siria
Algunos eruditos fechan a finales del 41 a. C. pero la mayoría a comienzos del 40 a. C., quizás enero o febrero, la fecha en que un gran ejército parto cruzó el Éufrates e invadió Fenicia, poniendo bajo sitio a la ciudad de Apamea pero siendo incapaz de capturarla por sus altos muros. Sin embargo, Labieno se hizo rápidamente con el apoyo de las guarniciones locales porque eran legionarios leales a los Libertadores que Antonio había dejado en la zona porque conocían el país.
El cuestor Saxa salió de Antioquia a enfrentarlos pero la más numerosa y hábil caballería parta permitió su derrota. El cuestor se retiró a su campamento mientras Labieno ordenaba a sus arqueros lanzar panfletos llamando a los legionarios a rendirse. Saxa intentó retirarse a Antioquia pero fue alcanzado y su ejército masacrado. Después de la batalla Apamea se rindió, cuando avanzó hacia Antioquia la urbe le abrió las puertas. Saxa logró huir a Cilicia pero hasta allí lo persiguió Labieno para darle muerte. Después de la caída de Antioquia, Lisanias, sucesor de Ptolomeo como gobernador de Calcis, se unió a los recién llegados, las regiones de Galacia, Comagene y Capadocia dieron la bienvenida a Labieno y las águilas de Saxa se unieron a las de Craso como botín de guerra. En apenas dos meses toda Siria y Judea pasaban a poder arsácida.
Tras la victoria, los invasores se hicieron con toda Siria proclamando que venían en su ayuda. Pacoro se autoproclamó «Señor de Siria». Mientras, Labieno siguió hacia Asia donde se hizo con todo el territorio excepto Estratonicea; Planco huyó a las islas del mar Egeo ante su paso. Muchas ciudades le abrieron las puertas y solo Mylasa (Milas) y Alabanda le presentaron resistencia. Ambas fueron arrasadas mientras que muchas otras ciudades se sublevaron debido a la opresión que les impuso. Jamás pudo capturar Estratonicea. Se autoproclamó Imperator Parthicus y empezó a saquear los templos de la zona.

### Judea
Ya dueño se Siria, Pacoro recibió pedidos de ayuda del asmoneo Antígono Matatías, prometiéndoles mil talentos y quinientas mujeres del harén real a cambio de dar muerte a su rival idumeo Hircano II y a los príncipes Fasael y Herodes. Pacoro siguió el camino al sur por la costa mientras que el sátrapa Barzafranes por el interior. Sidón y Ptolemaida le abrieron las puertas, pero Tiro se resistió y no pudo conquistarla por carecer de flota para bloquearla por mar. El puerto servía de refugio a los romanos que huían de Siria.
Decidió enviar una tropa al mando de un mayordomo real con el mismo nombre para Judea. Los partos llegaron al monte Carmelo, donde Antígono concentraba sus partidarios. Juntos avanzaron desde Calcídica reclutando más campesinos a su paso. Llegaron a un lugar llamado Drimos, «El Bosque», donde vencieron a unos mercenarios enviados por Fasael y Herodes y los persiguieron hasta Jerusalén. En la ciudad el asmoneo contaba con muchos partidarios que organizaron una gran multitud que marchó contra el palacio real, pero los idumeos juntaron a sus guardias y tras un combate en el mercado forzaron a retroceder a los amotinados hasta el Templo, donde los encerraron. Enfrentamientos siguieron ocurriendo en los días siguientes.
Mientras Herodes se dedicaba a vigilar el palacio y su hermano Fasael el muro los partos comenzaron el asedio. Como se aproximaba Pentecostés se reunieron 10 000 personas alrededor del sitiado templo, las que fueron dispersadas por Herodes con gran coste en vidas. Finalmente, Pacoro inició negociaciones y entró con su guardia dentro de la ciudad, ahí convenció a Hircano y Fasael de entrevistarse con Barzafranes en Aczib. Ambos aceptaron a pesar de los consejos de Herodes. Viajaron a Galilea, donde fueron recibidos por las ciudades a su paso con alegría pero uno de los leales a Fasael, Ofelio, informó al príncipe que le tendían una trampa pero como el rey judío se negaba a huir se quedó. Finalmente, cuando llegaron ante el sátrapa fueron arrestados. Fasael consiguió enviar algunos mensajeros para advertir a su hermano, a quien los partos estaban solicitando salir fuera de la ciudad a negociar, llegando a tiempo de prevenirlo. Los partos no sabían de estos informantes y esperaban la respuesta de Herodes, quien aprovechó de salir durante esa noche por una puerta no vigilada por los partos. Le acompañaban su familia, siervos y partidarios hacia Edom. Algunos enemigos en la ciudad se percataron, pero no avisaron a los sitiadores por misericordia con las mujeres y niños.
Acosados durante parte del trayecto por la caballería enemiga, Herodes plantó batalla y consiguió derrotar a los partos. Luego él y lo suyos fueron a Masada Ahí reclutaron un ejército de 9.000 locales y muchos mercenarios trayendo suministros desde Petra. Sin embargo, después de un consejo con sus oficiales decidió licenciar a sus tropas y dejar a su hermano José con 800 soldados y sus familias atrincherados en Masada. Mientras tanto, los partos saqueaba Jerusalén y solo se hicieron con 300 talentos del tesoro de Hircano. Luego salieron al campo para robar pueblos y destruir Marisa. A los partos también les molestó no conseguir las 500 nobles judías que les prometieron, estas habían huido con Herodes. Tras esto Antígono fue coronado como rey títere mientras recibía a Hircano y  Fasael presos. Al primero le cortó las orejas, pues un mutilado no podía ser sumo sacerdote, pero el segundo prefirió golpear su propia cabeza con una gran piedra, quedando agónico. Antígono envió médicos a vendarlo pero también a envenenarlo, Fasael se dio cuenta y como sabía que su hermano menor, Herodes, había escapado, le respondió: «Ahora me voy contento, puesto que dejo vivo al que se va a vengar de mis enemigos». Poco después José era sitiado por Antígono en Masada.
Herodes fue a pedir ayuda económica al rey Malco I (Malichus) de Arabia Nabatea, pero este no quería involucrarse así que le engañó informándole a través de mensajeros que no siguiera su camino por su reino, pues los partos le habían advertido de no ayudarlo. Enterado de la muerte de Fasael, fue a Alejandría, donde se entrevistó con Cleopatra pero la monarca quiso retenerlo mientras llegaba Antonio, pero Herodes se negó y decidió ir el mismo a Italia, sabiendo que su hermano estaba sitiado. El viaje fue difícil a causa del mal tiempo pero cuando llegó Antonio se apiado de él e intercedió para que pudiera hablar ante el Senado y pedir ayuda. Gracias al triunviro los romanos le dieron su apoyo y reconocimiento como rey. Así empezó a reclutar su propio ejército de mercenarios.

## Campaña

### Puertas Cilicias
Antonio estaba ocupado en la península itálica firmando la Paz de Brindisi así que envió al recién nombrado legado y procónsul de Siria, Publio Ventidio Baso, para Asia. En la primavera del 39 a. C. Ventidio desembarcó e inició su avance, ante el cual Labieno se atemorizó por estar aislado de sus aliados, enviándoles pedidos de ayuda y retrocediendo hacia Siria para unírseles. Ventidio lo seguía con su caballería e infantería ligera mientras sus legiones iban más atrás. Le dio alcance en las Puertas Cilicias de los montes Tauro, Labieno no intento seguir huyendo, permaneciendo a la espera de los partos.

Evolución territorial de Partia.

Sin embargo, tanto las legiones de Ventidio como los refuerzos partos llegaron por las mismas fechas. Los romanos permanecieron acampando el terreno elevado por miedo a la caballería enemiga. Ese temor animo a los refuerzos partos, mandados por el sátrapa Barzafanes a atacar sin esperar a las fuerzas de Labieno, pero cuando estaban subiendo la pendiente los romanos cargaron sobre ellos y masacraron a la mayoría. Los sobrevivientes huyeron a Cilicia abandonando a Labieno. El renegado pensó en presentar combate, pero al ver que sus tropas estaban abatidas por la derrota de sus aliados ordenó la retirada durante la noche. Sin embargo, Ventidio se enteró por desertores de sus planes y emboscó varias veces a su enemigo, matando a muchos de sus soldados y capturando a la mayoría. Según Dion Casio, Labieno logró huir a Cilicia, pero Demetrio, un antiguo liberto de César, le asesino por la recompensa ofrecida por Antonio. En cambio, Rufo Festo afirma que murió en la batalla. Pronto las noticias de estas victorias llegaron a Atenas, donde estaba Antonio, quien mandó realizar juegos de gimnasia para celebrar.

### Puertas Sirias
Tras esto Ventidio se hizo con Cilicia y reorganizó la comarca. Envió al legado Popedio Silón con la caballería al monte Ámano. En ese lugar se ubican las Puertas Sirias, paso de montaña vital para poder continuar la ofensiva romana y recuperar la provincia homónima.
Ahí se había refugiado Barzafranes, quien se había atrincherado fuertemente en la posición. Silón no pudo tomar la posición y casi murió, debiendo huir perseguido por el sátrapa. Todo cambio por la oportuna llegada de Ventidio, quien enterado de los acontecimientos tendió una emboscada a los partos, dando muerte a Barzafranes. Al parecer Ventidio atacó por los flancos y/o la retaguardia. Después entró en Siria sin oposición y forzó a Antígono a huir. Exigió grandes sumas de dinero a los tiranuelos de las ciudades que apoyaron a los partos.

### Liberación de Masada
A finales del 39 a. C., Pacoro se retiró de Siria sin luchar mientras Ventidio marchaba a Fenicia y era recibido con alegría en Tiro, sitiada por año y medio. Entre tanto, Herodes desembarcó con sus mercenarios e idumeos en Ptolemaida y marchaba por Galilea para unírsele y deseando liberar Masada. Quinto Delio llegó de Egipto con órdenes de Antonio para Ventidio: debía unirse a Herodes. Tuvo que marchar a las cercanías de Jerusalén pero para Ventidio, Antígono era un problema menor que podía esperar frente a la previsible contraofensiva de Pacoro, así que aprovechó cuando Antígono, sabiendo que debía comprar tiempo antes del retorno de Pacoro, le envió dinero a cambio que se retirara. Ventidio abandonó Judea dejando a Silón en el campamento con 5 cohortes (2.500 legionarios) para sofocar a los traicioneros tiranos de las ciudades sirias, que se rebelaban animados por los partos.
Así, Herodes decidió marchar sobre Masada. Había llegado a la ciudad de Jope (Joppa) cuando se enteró Silón de la ofensiva, quien decidió salir en su ayuda pero fue atacado por Antígono y los romanos apenas se salvaron por la oportuna llegada de los idumeos. Tras esto, Herodes decidió poner rumbo hacia Masada, uniéndosele judíos todos los días por su fama, antipatía al asmoneo o simple oportunismo. Antígono organizó muchas emboscadas pero no pudo detenerlo. Finalmente, Herodes liberó la fortaleza y su familia, luego se hizo con Resa (Ressa) y puso rumbo de nuevo a Jerusalén. Al llegar a sus murallas el asmoneo se negó a enfrentarlos pero enviaba constantemente a sus hombres a realizar incursiones y consiguió sobornar a Silón, quien empezó a quejarse ante el idumeo de la falta de víveres. El rey respondió acopiando todas las provisiones que pudo en la zona, mandando traer más desde Samaria y recordándole que él era un aliado de Roma y que por orden de los triunviros y el Senado debía ayudarlo.
Entonces Antígono hizo un llamado a sus partidarios para que atacaran las líneas de suministros y pronto los alrededores de Jericó, centro de acopio de los víveres que después se enviaban a los sitiadores de Jerusalén, se llenó de guerrilleros. Herodes tuvo que ir a esa ciudad con las cohortes romanas y cinco judías (5.000 efectivos) para limpiar el área de bandidos. Jericó fue saqueada por los legionarios así que Herodes decidió dejar a Silón y sus indisciplinados soldados en Edom, Galilea y Samaria para pasar el invierno. El legado pasó esa estación en Lod viviendo en opulencia y abusando de la población gracias a que lo mantenía el asmoneo.

### Pacificación de Edom y Galilea
Herodes estaba decidido a no dar descanso a su rival. Sabía del peligro que implicaba un Antígono fuerte cuando volvieran los partos y los romanos también. Mandó a su hermano José a ocupar Edom con 2.000 infantes y 400 jinetes, dejó a su familia en Samaria y salió hacia Galilea, región muy favorable a los asmoneos. Ocupó sin resistencia la ciudad de Séforis en plena nevada porque la guarnición huyó. Después de descansar, siguió hacia la aldea de Arbela, a orillas del mar de Galilea, donde guerrilleros anti-romanos se ocultaban en cuevas y se dedicaban a atacar a todo colaboracionista. Cuando estos guerrilleros se enteraron de que había ocupado la población salieron a presentarle batalla campal. Durante el combate el ala izquierda idumea retrocedió, así que Herodes debió acudir con sus mejores tropas a recomponerla y hacerla contraatacar. Finalmente, los anti-romanos fueron forzados a huir en desbandada. El rey los persiguió y masacró hasta el río Jordán.
Entonces Silón dejó Lod y Antígono, harto de sus abusos, ordenó a los campesinos de la zona a atacar a sus cohortes, negarles suministros y ocultarse en las montañas. Herodes envió a su hermano menor, Feroras, conseguirles víveres y llevarlos a la fortaleza de Alejandreo para pasar el resto del invierno. Poco antes de la primavera, Ventidio envió mensajeros ordenándole al legado volver a Siria y el rey idumeo estuvo feliz de dejarlo ir. Después se dedicó a limpiar de anti-romanos las cuevas alrededor de Arbela, luego marchó a Galilea para dejarla a cargo de un amigo personal Ptolemeo y siguió a través de Samaria hacia Jerusalén con 3.000 infantes y 600 jinetes. Pero entonces estalló una rebelión en Galilea, el rey dio media vuelta y la sofocó sangrientamente, obligando a cada ciudad de la zona a pagar 100 talentos de multa.

## Fuerzas enfrentadas
El primer ejército de Pacoro y Labieno debió incluir un mínimo de 20.000 jinetes, quizás más de 40.000. Las tropas de Saxa que salieron a su encuentro quizás sumaban dos legiones más auxiliares. Durante su campaña por Asia Menor el renegado romano logró reclutar fuerzas propias pero no las suficientes como para enfrentar a Ventidio cuando este vino por él. Ventidio probablemente tenía unas once legiones pero dejando guarniciones y avanzando a toda velocidad para alcanzar a Labieno vio reducirse a posiblemente unas dos durante las Puertas Cilicias, 10 000 efectivos. Los cronistas antiguos dicen que Barzafranes confiaba mucho en la superioridad numérica de sus refuerzos y por eso no se unió al renegado, así que debió tener mínimo unos 20.000 hombres, el doble que Ventidio. Las fuerzas de Labieno debían ser similares a las del enemigo, ni superiores ni inferiores, pues se negó a presentar batalla solo, es decir, equivalentes a unas dos legiones de infantería ligera (se retiraron ante Ventidio con lo puesto). En las Puertas Sirias (Paso Amano) a Ventidio ya se le habrían unido más legiones, es probable que ya fueran unas cuatro como mínimo.
En Gindaros Ventidio bien pudo reunir al menos cuatro legiones, quizás hasta seis, lo que equivalían a 20.000 o 30.000 legionarios más caballería y honderos baleares. Por el otro bando, se sabe que los partos sufrieron 20.000 muertos y eso se considera la peor derrota sufrida por estos hasta entonces, pereciendo la mayoría de los partos involucrados en la batalla. Considerando el tamaño del ejército de Barzafranes, Pacoro debía tener más hombres, probablemente más de 25.000 y con un máximo de 30.000.

## Batalla

### Engaño
Después de la exitosa campaña, Ventidio disperso sus tropas entre las ciudades para pasar el invierno y controlar a los muchos partidarios de los partos en la región. Fue entonces que se enteró de que Pacoro estaba reuniendo un ejército para invadir Siria nuevamente y sabedor que necesitaba tiempo para preparar la defensa. Conocedor que un tiranuelo regional llamado Farneo apoyaba a los partos, decidió tomarlo como hombre de confianza. En una reunión le informó al tirano su preocupación porque los partos, en lugar de usar su habitual punto de cruce del Éufrates, cerca de Zeugma, lo hicieran por la llanura de Cirréstica  o Seléucide, territorio mucho más plano y abierto, perfecto para su caballería. Era una mentira, pero Farneo lo creyó y como Ventidio había previsto informó a Pacoro. El príncipe parto decidió marchar hacia la planicie, dando tiempo a los romanos de reunir sus legiones.

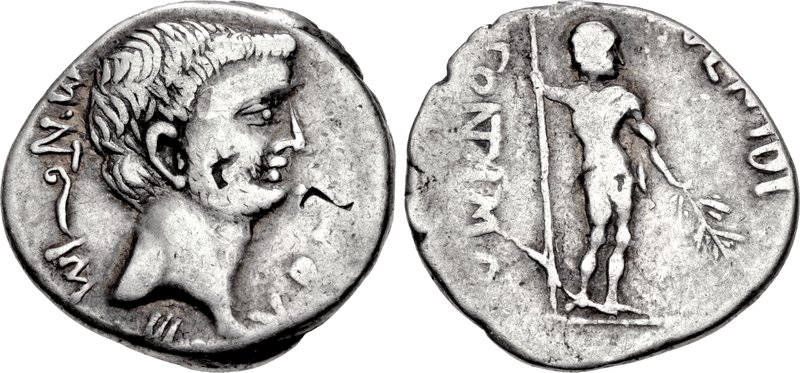
Denario con el perfil de Antonio (izquierda) y al reverso una representación de Ventidio (derecha).

La planicie era un territorio abierto entre el Éufrates y Antioquia, dominada por una colina donde se había construido una fortaleza llamada Gindaros (griego antiguo: Γίνδαρος), antiguo hogar de bandoleros. Al norte se ubicaba Samósata y los Amanus.

### Enfrentamiento final
Pacoro entró en Cirréstica sin oposición, lo que interpretó como una señal de que Ventidio era débil. Decidió marchar contra el campamento romano, ubicado en terreno elevado, para destruirlo. Los partos decidieron cargar con sus catafractas (caballería pesada) y arqueros a caballo a la vez (como en las Puertas Cilicias), ya que los nobles catafractas deseaban quedarse con el honor de la victoria pero no podían romper solos las líneas romanas. Se llegó a un punto en que la caballería parta estaba tan cerca que no podía usar sus arcos y fue entonces que los romanos cargaron sorpresivamente sobre ellos, empujándolos abajo por la pendiente y aunque al pie de la colina los partos se defendieron, estaban demasiado confundidos y acabaron masacrados por las espadas de los legionarios y las piedras de los honderos.
Entre los primeros en morir estuvo Pacoro, y muchos de sus soldados lucharon desesperadamente por defender su cadáver pero ellos también fueron finiquitados. Finalmente algunos partos intentaron huir hacia el puente pero fueron interceptados, mientras que otros lograron escapar con su aliado, el rey Antíoco I Theos de Comagene. Fue la peor derrota parta hasta el momento, más de 20.000 de sus jinetes murieron.

## Consecuencias

### Campaña contra Antíoco y Antígono

Mapa del Imperio romano en el año 125, se puede apreciar la provincia de Siria con sus principales ciudades.

Tras la batalla, Ventidio ordenó cortar la cabeza del príncipe y hacerla pasear por todas las ciudades sirias, forzando a sus dignatarios a someterse a los romanos. Decidió no perseguir a los partos, que se habían refugiado en Mesopotamia y Media, para no atraer los celos de Antonio. También es posible que se sintiera obligado a marchar pronto sobre Judea para ayudar a su aliado, algo que se le había ordenado más de un año atrás. Tras su victoria, Ventidio envió dos legiones y 1000 jinetes al mando de un legado apellidado Maquera a apoyar a Herodes. El asmoneo quiso sobornarlo pero este se negaba a traicionar al idumeo, que ya sabía vencedor. El legado fingió aceptar y fue a Jerusalén pidiendo una alianza y que le abrieran las puertas, pero los defensores de la ciudad se negaron y le respondieron con flechas. Los romanos se retiraron a Emaús matando a todo judío en su camino, sin importar su bando. Herodes estaba harto y fue a Samaria, donde anunció que hablaría personalmente con Antonio en Samósata. Esto aterro a Maquera, quien pidió una reconciliación, por eso Herodes permitió al legado quedarse en Judea con su hermano José mientras él iba con el triunviro.
Ventidio marchó contra Antíoco y procedió a asediarlo en Samósata. El tirano le ofreció 1000 talentos por su perdón pero el procónsul decidió enviar la propuesta a Antonio, quien había llegado a la región. El triunviro estaba celoso de los éxitos de su subordinado y lo desposeyó del mando. Él mismo continuó el asedio pero los sirios se defendieron con tal bravura que no pudo tomar la fortaleza y tuvo que entrar en negociaciones secretas con el rey, pues no confiaba de la fidelidad de las legiones. Entre tanto, Herodes había llegado a Antioquia con su ejército y se encontró a numerosos hombres que buscaban el favor de Antonio pero temían ir a Samósata por los numerosos bandidos en la zona. Herodes decidió escoltarlos y cuando llegó a la ciudad fue aclamado como un salvador por estos influyentes personajes. Por ello el triunviro salió a recibirlo, además que la llegada de sus tropas judías hizo que Antíoco se sintiera acorralado y capitulara. No obtuvo rehenes (salvo dos de poca importancia) ni dinero (salvo apenas 300 talentos), posteriormente se encargó de algunos asuntos triviales en Siria, envió a Ventidio a Italia y él mismo regresó a Atenas, dejando a cargo a Cayo Sosio como gobernador de Siria y Cilicia. A este último le encargó marchar a Judea con 2 legiones a acabar con Antígono.
Ventidio, al regresar a Roma, fue premiado con un triunfo al considerarse que había vengado el honor de la ciudad, porque su victoria sobre Pacoro ocurrió en el aniversario de la derrota de Craso en Carras. Su triunfo se efectuó el 27 de noviembre del 38 a. C., siendo el primer romano en celebrar un desfile por vencer a los partos.
Durante el 37 a. C., Sosio, quien temía parecer que favorecía sus propios intereses porque significaba atraer la rabia de Antonio, sometió a los últimos rebeldes sirios y cuando Antígono masacró a las tropas romanas en Judea, marchó contra él. El tirano se refugió en Jerusalén pero fue forzado a capitular. Antonio lordeno que lo crucificaran o decapitaran. Luego fue coronado Herodes, quien procedió a premiar a sus partidarios y ejecutar a los de Antígono. Herodes había enviado embajadores y mucho dinero para convencer al triunviro de matar a su rival, pues temía que si lo llevaba a Roma este pudiera convencer al Senado de perdonarlo.

### Otros eventos
Otro lugarteniente de Antonio, Publio Canidio Craso, fue puesto a cargo de Armenia, logrando someter Iberia y Albania caucásica.
Tras la derrota, Partia entró en crisis. Orodes se sumió en el dolor por perder a su heredero y le entregó al gobierno a su hijo menor, Fraates, quien le asesinó poco después. El nuevo rey hizo ejecutar a sus medio-hermanos, hijos de una hija de Antíoco, quien protesto y por eso también fue asesinado. Por esto, muchos nobles partos prefirieron refugiarse con Antonio.

### Clásicas
Los libros aparecen citados en números romanos y los capítulos o párrafos en números indios.
- Aulo Gelio. Noches áticas. Libro XV. Digitalizado por Perseus. Basado en traducción latín-inglés por John C. Rolfe, Cambridge: Harvard University Press, Londres: William Heinemann, 1927.
- Dion Casio. Historia romana. Libros XLVIII y XLIX. Digitalizado por UChicago. Basado en el volumen V de edición de Loeb Classical Library, traducción griego antiguo-inglés por Earnest Cary, 1917.
- Estrabón. Geografía. Libro XVI. Basado en digitalización de UChicago. Basado en traducción latín-inglés por H.C. Hamilton y edición de W. Falconer, Londres: George Bell & Sons, 1903.
- "Fasti Triumphales". En Degrassi, Attilio (1954). Fasti Capitolini recensuit: praefatus est, indicibus instruxit Atilius Degrassi. In aedibus I.B. Paraviae, pp. 90-110. Digitalizado en Attalus.
- Flavio Josefo. Antigüedades judías. Libros XIV y XV. Digitalizado por UChicago y basado en traducción griego antiguo-inglés, notas y apéndice por William Whiston, Londres: University of Cambridge, 1737.
- Lucio Aneo Floro. Epítome. Libro II. Digitalizado en inglés por Bill Mayer en UChicago. Basado en la obra de 1929, por la Loeb Classical Library, traducción latín-inglés y edición por E. S. Forster.
- Plutarco. Vida de Antonio. Parte de Vidas paralelas. Digitalizado en UChicago. Basada en traducción de latín-inglés por Bernadotte Perrin, volumen IX de la Loeb Classical Librery, 1920. En español en Imperium.
- Rufo Festo. Breviario de la historia de Roma. Basado en digitalización de Attalus, edición latina por Raphael Mecenate, Roma, 1819. Véase también edición de Google Books por Karl Wagner, Leipzig: G. Freytag/Praga: F. Tempsky, 1886.

### Modernas
- Brice, Lee L. (2014). Warfare in the Roman Republic: From the Etruscan Wars to the Battle of Actium. Santa Bárbara: ABC-CLIO. ISBN 9781610692991.
- Dando-Collins, Stephen (2006). Mark Antony's Heroes: How the Third Gallica Legion Saved an Apostle and Created an Emperor. Nueva Jersey: John Wiley and Sons. ISBN 978-0-470-22453-3.
- Roberts, Alan (1988). Mark Antony: His Life and Times. Malvern. ISBN 9780947993122.
- Southern, Pat (2019). Mark Antony: A life. Tempus. ISBN 9780752414065.
- Vagi, David L. (2000). Coinage and History of the Roman Empire. Taylor & Francis. ISBN 9781579583163.
- Warden, Michael D. (2019). Remember to Rule: The history of the wars of the Late Roman Republic from the Servile Wars to Actium. Tomo III. Lulu. ISBN 0244397139.